# Personal Taste
Personal Taste (en hangul, 개인의 취향; en hanja, 個人의 趣向; romanización revisada, Gaeinui chuihyang), también conocida en español como Gusto personal y Las preferencias personales, es una serie de televisión surcoreana emitida originalmente durante 2010 y protagonizada por Lee Min-ho y Son Ye-jin.
Fue transmitida por MBC desde el 31 de marzo hasta el 20 de mayo de 2010, finalizando con una longitud de 16 episodios, al aire las noches de los días miércoles y jueves a las 21:55 (KST). Está basada en la novela homónima de 2007, escrita por Lee Se-in: acerca de Park Gae-in, una diseñadora de muebles que vive junto al arquitecto Jeon Jin-ho creyendo que él es gay.

## Sinopsis
Park Gae-in es una impulsiva y torpe diseñadora de muebles, lleva muchos años con su novio Han Chang-ryul pero terminan rápidamente sin ningún incidente. Luego Gae-in es invitada a la boda de su amiga y compañera de piso buena Kim In-hee y se horroriza al descubrir que el marido es en nada menos que Chang-ryul. Cuando por fin se encuentra cara a cara con ellos, la ceremonia de la boda estalla y se transforma en un caos total, finalizando con el corazón roto de Gae-in.
Por otro lado esta Jeon Jin-ho, un arquitecto en busca de ganar un proyecto para la construcción del Dam Art Center, operado por el padre de Chang-ryul, Han Yoon-seop. Tras conocer a Gae-in, Jin-ho se hace pasar por gay para tener acceso a la casa, ya que ella maneja información importante para él y su proyecto. No obstante, al pasar el tiempo, la misión secreta de Jin-ho, se sale de camino al enamorarse de Gae-in y tendrá que poner en riesgo su proyecto o su corazón.

## Reparto

### Personajes principales
- Son Ye-jin como Park Gae-in.
- Lee Min-ho como Jeon Jin-ho.
- Kim Ji-seok como Han Chang-ryul.
- Wang Ji-hye como Kim In-hee.

### Personajes secundarios
Relacionados con Gae-in
- Cho Eun-ji como Lee Young-sun.
- Kang Shin-il como Park Cheol-han.

Relacionados con Jin-ho
- Jung Sung-hwa como Noh Sang-joon.
- Ryu Seung-ryong como Choi Do-bin.
- Im Seul-ong como Kim Tae-hoon.
- Choi Eun-seo como Na Hye-mi.
- Park Hae-mi como Joo Jang-mi.
- Hong Jin-young.

Relacionados con Chang-ryul
- Ahn Seok-hwan como Han Yoon-seop.
- Jang Won-young como el secretario Kim.

### Otros personajes
- Bong Tae-kyoo como Lee Won-ho (ep. #1-2).
- Park No-shik como Koo Joon-pyo.
- Jung Chan como novio.
- Song Sun-mi como novia.
- Kim Joon-ho.
- Kim Na-young.
- Kim Ki-soo como Greyson.
- Julien Kang.
- Yoon Eun-hye como Yoon Eun-soo.
- Kim Nam-gil como un hombre sentado en la cafetería (ep. #11)
- Cho Kyung-hoon como el esposo de Young-sun.
- Kwon Jin-young.
- Jung Yong-kook.

## Banda sonora
- Younha - «Can't Believe It».
- Kim Tae Woo - «Dropping Rain».
- SeeYa - «My Heart is Touched».
- 4Minute - «Creating love».
- Kim Tae Woo - «He Called On The Wings».
- 2AM - «Like A Fool».

## Recepción

### Audiencia
En Azul la audiencia más baja y en rojo la más alta, correspondientes a las empresas medidoras TNms y AGB Nielsen.
| Ep. #    | Fecha original de emisión | Share        | Share        | Share       | Share       |
| Ep. #    | Fecha original de emisión | TNmS Ratings | TNmS Ratings | AGB Nielsen | AGB Nielsen |
| Ep. #    | Fecha original de emisión | Nacional     | Seúl         | Nacional    | Seúl        |
| -------- | ------------------------- | ------------ | ------------ | ----------- | ----------- |
| 1        | 31 de marzo de 2010       | 12.7 %       | 13.7 %       | 12.5 %      | 13.8 %      |
| 2        | 1 de abril de 2010        | 11.4 %       | 11.9 %       | 12.5 %      | 14.2 %      |
| 3        | 7 de abril de 2010        | 12.9 %       | 14.5 %       | 11.5 %      | 13.0 %      |
| 4        | 8 de abril de 2010        | 12.8 %       | 14.0 %       | 10.9 %      | 12.7 %      |
| 5        | 14 de abril de 2010       | 13.0 %       | 14.3 %       | 11.8 %      | 13.6 %      |
| 6        | 15 de abril de 2010       | 12.2 %       | 13.1 %       | 11.1 %      | 12.7 %      |
| 7        | 21 de abril de 2010       | 13.6 %       | 15.1 %       | 11.6 %      | 14.0 %      |
| 8        | 22 de abril de 2010       | 13.0 %       | 13.9 %       | 11.9 %      | 13.2 %      |
| 9        | 28 de abril de 2010       | 14.2 %       | 15.8 %       | 13.1 %      | 15.1 %      |
| 10       | 29 de abril de 2010       | 13.9 %       | 15.0 %       | 12.1 %      | 13.7 %      |
| 11       | 5 de mayo de 2010         | 16.2 %       | 17.6 %       | 12.6 %      | 14.4 %      |
| 12       | 6 de mayo de 2010         | 14.3 %       | 15.8 %       | 12.3 %      | 14.0 %      |
| 13       | 12 de mayo de 2010        | 12.1 %       | 13.1 %       | 10.9 %      | 12.6 %      |
| 14       | 13 de mayo de 2010        | 13.2 %       | 14.3 %       | 10.2 %      | 11.8 %      |
| 15       | 19 de mayo de 2010        | 12.4 %       | 13.0 %       | 10.7 %      | 12.1 %      |
| 16       | 20 de mayo de 2010        | 14.3 %       | 14.9 %       | 11.1 %      | 12.4 %      |
| Promedio | Promedio                  | 13.3 %       | 14.4 %       | 11.7 %      | 13.3 %      |

## Premios y nominaciones
| Año  | Premio               | Categoría                     | Nominado                | Resultado |
| ---- | -------------------- | ----------------------------- | ----------------------- | --------- |
| 2010 | Korean Update Awards | Mejor actor                   | Lee Min Ho              | Nominado  |
| 2010 | Korean Update Awards | Mejor drama                   | Personal Taste          | Nominado  |
| 2010 | MBC Drama Awards     | Premio a la excelencia, Actor | Lee Min Ho              | Ganador   |
| 2010 | MBC Drama Awards     | Mejor nuevo actor             | Im Seulong              | Nominado  |
| 2010 | MBC Drama Awards     | Premio de la popularidad      | Lee Min Ho              | Nominado  |
| 2010 | MBC Drama Awards     | Premio de la popularidad      | Son Ye Jin              | Nominada  |
| 2010 | MBC Drama Awards     | Premio a la mejor pareja      | Lee Min Ho y Son Ye Jin | Nominados |
| 2010 | GyaO! Awards (Japón) | Mejor drama extranjero        | Personal Taste          | Ganador   |

## Emisión internacional
- Canadá: All TV.
- Emiratos Árabes Unidos: MBC4 (2014).
- Estados Unidos: MBC America.
- Filipinas: ABS-CBN y TeleAsia.
- Hong Kong: Now Hong Kong (2010), TVB J2 (2011, 2013) y Drama Channel (2014).
- Indonesia: Trans7
- Japón: KNTV (2010) y TBS (2012).
- Malasia: 8TV y NTV7.
- Singapur: Channel U (2010).
- Tailandia: Channel 7 (2011).
- Taiwán: FTV (2010) y GTV (2010).